# Университет Пердана
Университет Пердана — развивающийся частный университет, расположенный в Куала-Лумпуре, Малайзия, специализирующийся на программах по науке о здоровье и науке о данных на базовом (доуниверситетском), бакалавриате и последипломном уровне. Университет Пердана был официально зарегистрирован в 2011 году. В 2017 году Университет Пердана был удостоен уровня 4: «Очень хорошо» в рейтинговой системе высшего образования Малайзии 2017 года (SETARA) Министерства высшего образования Малайзии.
Университет принял первых студентов в 2011 году с открытием Медицинской школы PU-RCSI и Высшей школы медицины. В настоящее время университет состоит из 6 школ и 2 центров. Школа бизнеса — последняя из созданных школ.
Главный кампус PU, расположенный в MAEPS, Серданг, Селангор, был перемещён в Висма Чейз Пердана, Дамансара-Хайтс, Куала-Лумпур, в 2020 году, когда MAEPS использовался в качестве больницы для лечения COVID-19.

## Принадлежность
Университет Пердана является дочерней компанией Academic Medical Center Sdn Bhd (AMC).

## История
Открытие Университета Пердана и медицинской программы возглавил бывший премьер-министр Малайзии Дато Сери Наджиб Разак, а бывший премьер-министр Малайзии доктор Тун Махатхир Мохамад был назначен его канцлером-основателем. Доктор Р. Мохана Дасс был вице-канцлером-основателем и исполнительным директором Университета Пердана.
Университет ранее работал во временном кампусе в Малайзийском сельскохозяйственном выставочном парке Серданг (MAEPS). С тех пор в 2020 году университет был переведён в Висма Чейз Пердана, Дамансара-Хайтс.

## Школы и центры
| - Школы - Школа гуманитарных и точных наук и технологий - Школа наук о данных - Высшая школа медицины - Школа трудотерапии - Школа медицины PU-RCSI - Школа бизнеса | - Центры - Центр передового опыта исследований - Центр психологической медицины |

## Партнёрские организации
| - Бразилия - Федеральный университет Пернамбуко - Бруней - Брунейский технологический университет - Индия - Манипальская академия высшего образования - Гималайский университет Свами Рама - Ханс Радж Махила Маха Видьялая - Институт биоинформатики в Бангалоре - Институт научных исследований Бирла - Индонезия - Исламский университет Индонезии - YARSI - Индонезийский международный институт наук о жизни - Университет Мухаммадия Горонтало - Ирландия - Ирландский национальный университет - Ирландский королевский колледж хирургов | - Малайзия - Университет Путра Малайзия - Исламский университет Малакки - Швейцария - Швейцарская международная академия бизнеса - Франция - - Университет Альзетт - Таиланд - Чиангмайский университет, Факультет медицинских наук - Турция - Университет Безмиалем Вакыф - Великобритания - Английский университет Раскина - США - Калифорнийский университет в Сан-Диего |